# Eduardo González Valiño
Eduardo González Valiño, més conegut com a Chacho (La Corunya, 14 d'abril de 1911 - 21 d'octubre de 1979) fou un futbolista gallec. Durant la seva carrera va jugar amb l'Atlètic de Madrid (1934–1936) i el Deportivo de La Coruña (1927–1934, 1936–1946), i va disputar tres partits i marcar 6 gols amb la selecció espanyola, amb la qual va participar en el Campionat del Món de futbol de 1934.
Més tard va fer d'entrenador del Deportivo, i hi ha una estàtua en honor seu a l'estadi de Riazor.